# S-트레인
S-트레인(일본어: エストレイン)은 세이부 철도가 운행하는 열차로 2016년 6월 16일에 최초로 운행 계획을 발표했고 2017년 1월 10일에 세부 사항이 발표 후 같은 해 3월 25일에 운행을 개시한 특급 (특별 급행) 열차의 명칭이다. 도쿄 메트로 유라쿠초 선, 세이부 이케부쿠로 선, 도쿄 메트로 후쿠토신 선, 도큐 도요코 선, 요코하마 고속 철도 미나토미라이 선 노선을 운행하고 있다.

## 운행 열차

### 현재 운행하는 열차
- 40000계

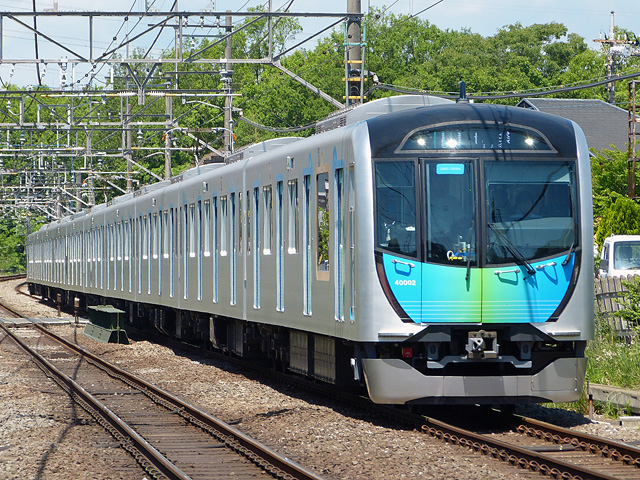
세이부 철도 40000계

## 정차역

### 평일
◯ : 정차 △▽ : 일부 정차 ◇ : 하차 ※ : 보안 장치 전환 및 승무원 교체 시 정차 ｜ : 무정차 ∥ : 미개통

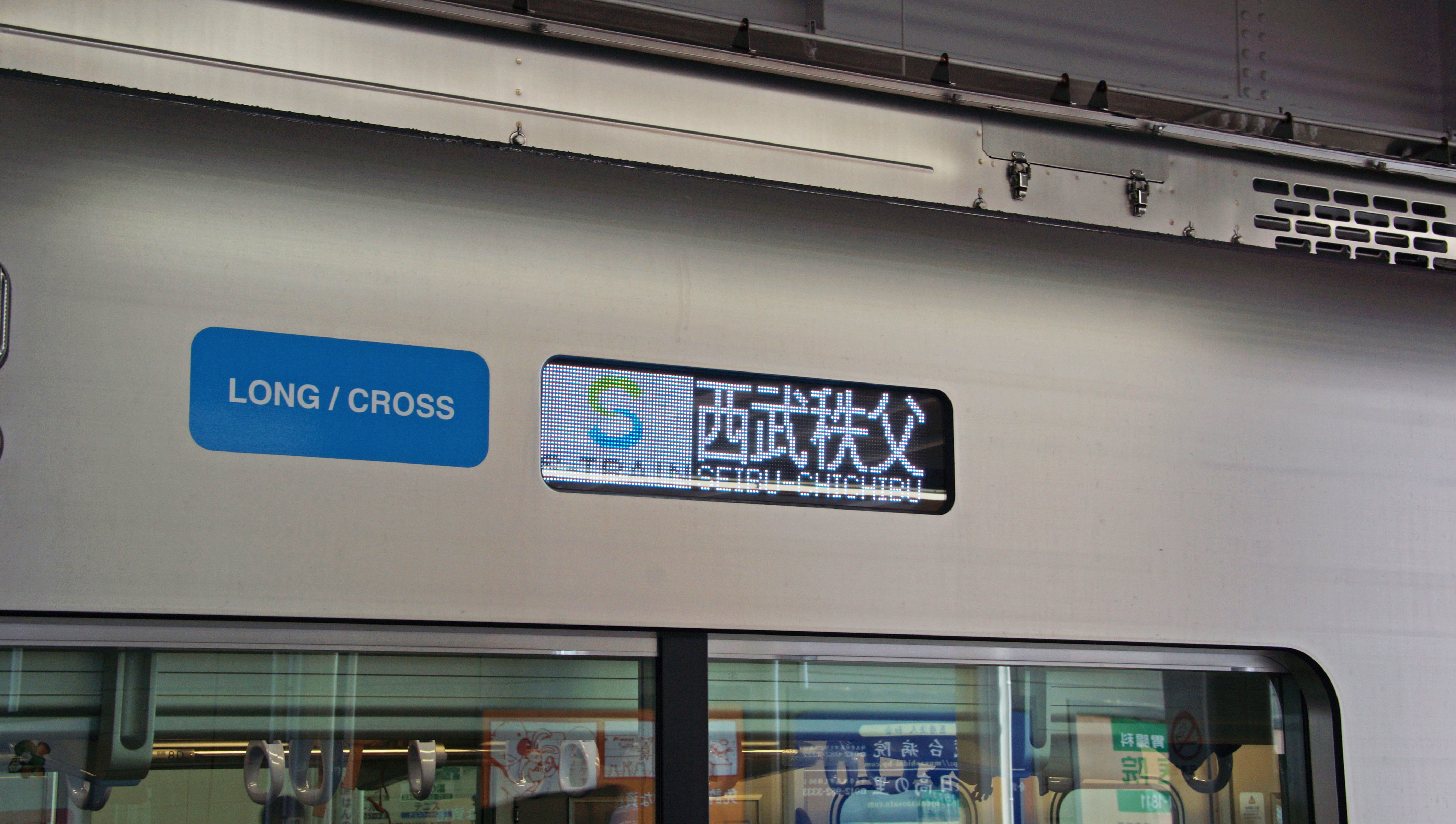
S-트레인 행선지

| 운행 노선            | 역 번호 | 역 이름          | 정차역 | 접속 노선 |
| -------------------- | ------- | ---------------- | ------ | --- |
| 세이부 이케부쿠로 선 | SI17    | 도코로자와       | ◯      | 세이부 신주쿠 선                                                                                                 |
| 세이부 이케부쿠로 선 | SI12    | 호야             | ▽      | |
| 세이부 이케부쿠로 선 | SI10    | 샤쿠지이 공원    | ▽      | |
| 세이부 이케부쿠로 선 | SI06    | 네리마           | ※      | 보안 장치 전환 시 정차                                                                                           |
| 세이부 이케부쿠로 선 | SI37    | 고타케무카이하라 | ※      | 승무원 교체 시 정차                                                                                              |
| 유라쿠초 선          | Y-06    | 고타케무카이하라 | ※      | 승무원 교체 시 정차                                                                                              |
| 유라쿠초 선          | Y-13    | 이다바시         | △      | 도자이 선 (T-06), 난보쿠 선 (N-10) 오에도 선 (E-06), ■ 주오·소부 완행선(주오 본선)                               |
| 유라쿠초 선          | Y-18    | 유라쿠초         | △      | ■ 야마노테 선, ■ 게이힌 도호쿠 선 히비야 선 (히비야 역:H-07) 지요다 선 (히비야 역:C-09) 미타 선 (히비야 역:I-08) |
| 유라쿠초 선          | Y-22    | 도요스           | ◯      | 유리카모메 (U-16)                                                                                                |

### 주말 및 공휴일
◯ : 정차 △▽ : 일부 정차 ◇ : 하차 ※ : 보안 장치 전환 및 승무원 교체 시 정차 ｜ : 무정차 ∥ : 미개통
| 운행 노선                                              | 역 번호 | 역 이름                             | 정차역 | 접속 노선 |
| ------------------------------------------------------ | ------- | ----------------------------------- | ------ | --- |
| 세이부 이케부쿠로 선                                   | SI36    | 세이부 지치부 역                    | ◯      | 지치부 본선 |
| 세이부 이케부쿠로 선                                   | SI26    | 한노                                | ◯      | |
| 세이부 이케부쿠로 선                                   | SI23    | 이루마 시                           | ◯      | |
| 세이부 이케부쿠로 선                                   | SI17    | 도코로자와                          | ◯      | 세이부 신주쿠 선 |
| 세이부 이케부쿠로 선                                   | SI10    | 샤쿠지이 공원                       | ◯      | |
| 세이부 이케부쿠로 선                                   | SI06    | 네리마                              | ※      | 보안 장치 전환 시 정차 |
| 세이부 이케부쿠로 선                                   | SI37    | 고타케무카이하라                    | ※      | 승무원 교체 시 정차 |
| 세이부 철도 세이부 유라쿠초 선(직결 운행), 유라쿠초 선 | F-06    | 고타케무카이하라                    | ※      | 승무원 교체 시 정차 |
| 세이부 철도 세이부 유라쿠초 선(직결 운행), 유라쿠초 선 | F-09    | 이케부쿠로                          | ◇      | 유라쿠초 선 마루노우치 선, 야마노테 선 사이쿄 선(아카바네 선), 세이부 철도 이케부쿠로 선 도부 철도 도조 본선                                                                             |
| 세이부 철도 세이부 유라쿠초 선(직결 운행), 유라쿠초 선 | F-13    | 신주쿠 3초메                        | ◯      | 마루노우치 선, 신주쿠 선 |
| 세이부 철도 세이부 유라쿠초 선(직결 운행), 유라쿠초 선 | F-16    | 시부야                              | ◯      | 도쿄 급행 전철 도요코 선(직결 운행) 긴자 선, 한조몬 선 야마노테 선, 사이쿄 선 도쿄 급행 전철 덴엔토시 선, 게이오 전철 이노카시라 선                                                      |
| 도큐 도요코 선                                         | TY01    | 시부야                              | ◯      | 도쿄 급행 전철 도요코 선(직결 운행) 긴자 선, 한조몬 선 야마노테 선, 사이쿄 선 도쿄 급행 전철 덴엔토시 선, 게이오 전철 이노카시라 선                                                      |
| 도큐 도요코 선                                         | TY03    | 나카메구로                          | ※      | |
| 도큐 도요코 선                                         | TY07    | 지유가오카                          | ◯      | ■ 도쿄 급행 전철 오이마치 선 |
| 도큐 도요코 선                                         | TY11    | 무사시코스기                        | ※      | |
| 도큐 도요코 선                                         | TY16    | 기쿠나                              | ※      | |
| 도큐 도요코 선                                         | TY21    | 요코하마                            | △      | ■ 요코하마 고속철도 미나토미라이 선 (직결 운행) 도카이도 본선 요코스카 선 쇼난 신주쿠 라인 게이힌 도호쿠 선 네기시 선 게이힌 급행 전철 본선 사가미 철도 본선 ■ 요코하마 지하철 블루 라인 |
| 요코하마 고속 철도 미나토미라이 선                     | MM01    | 요코하마                            | △      | ■ 요코하마 고속철도 미나토미라이 선 (직결 운행) 도카이도 본선 요코스카 선 쇼난 신주쿠 라인 게이힌 도호쿠 선 네기시 선 게이힌 급행 전철 본선 사가미 철도 본선 ■ 요코하마 지하철 블루 라인 |
| 요코하마 고속 철도 미나토미라이 선                     | MM03    | 미나토미라이 역                     | △      | |
| 요코하마 고속 철도 미나토미라이 선                     | MM06    | 모토마치·주카가이 역 (야마시타공원) | ◯      | |

## 참고 사항
1. ↑  평일에 운행한다.
2. ↑  주말에 운행한다.

## 같이 보기
- F-라이너
- TJ 라이너